# Folicana digita
Folicana digita är en insektsart som beskrevs av Delong och Freytag 1972. Folicana digita ingår i släktet Folicana och familjen dvärgstritar. Inga underarter finns listade i Catalogue of Life.